# Équipe cycliste Xirayas de San Luis
L'équipe cycliste Xirayas de San Luis est une équipe cycliste professionnelle féminine basée au Argentine et active en 2015 et 2016.

## Histoire de l'équipe
L'équipe est lancée en 2015 et est basée à San Luis. L'objectif de l'équipe est de faire progresser les cyclistes argentines pour les faire monter sur les podiums les plus importants du monde d'ici plusieurs années.
En 2015, elle est invitée à courir le Tour de Californie. L'année suivante, elle fait une tournée en Europe (Belgique, Pays-Bas et Italie). Ses résultats lui permettent d'être invitée à participer au Tour d'Italie féminin en juillet 2016, l'une des épreuves phares du calendrier féminin. C'est une première pour une équipe argentine et Estefania Pilz termine meilleure coureuse de l'équipe à la 63e place.
La formation ne repart pas en 2017, faute de budget.

## Classements UCI
Ce tableau présente les places de l'équipe au classement de l'Union cycliste internationale en fin de saison, ainsi que la meilleure cycliste au classement individuel de chaque saison.
| Année | Classement par équipes | Meilleure coureuse au classement individuel |
| 2015  | 35e                    | Maria Carla Alvarez (326e)                  |
| 2016  | 31e                    | Paola Muñoz (112e)                          |

## Principales victoires

### Championnats nationaux
- Championnats d'Argentine sur route : 2
  - Course en ligne : 2016 (Maria Carla Alvarez)
  - Contre-la-montre : 2016 ( Estefania Sibila Pilz)

## Encadrement
Depuis 2015, le directeur sportif de l'équipe est Marcelo Alexandre. Le représentant de l'équipe est Alain Delfino en 2015, puis Frers Delfina en 2016.

## Xirayas de San Luis en 2016

### Effectif
| Effectif 2016                | Effectif 2016     | Effectif 2016 | Effectif 2016                         |
| Cycliste                     | Date de naissance | Pays          | Équipe précédente                     |
| ---------------------------- | ----------------- | ------------- | ------------------------------------- |
| Talia Ayelen Aguirre         | 17 février 1991   | Argentine     |                                       |
| Maria Carla Alvarez          | 17 septembre 1984 | Argentine     |                                       |
| Mariela Analia Delgado       | 26 juillet 1986   | Argentine     |                                       |
| Antonella Leonardi           | 19 octobre 1991   | Argentine     |                                       |
| Paola Muñoz                  | 13 avril 1986     | Chili         | Bizkaia-Durango (2012)                |
| Estefania Pilz               | 7 août 1985       | Argentine     | Itau Shimano Ladies Power Team (2015) |
| Valeria Romina Pintos        | 17 novembre 1979  | Argentine     | Forno d’Asolo-Astute (2014)           |
| Alicia Claudia Reynoso Pueyo | 25 août 1975      | Argentine     |                                       |
| Julia Sanchez Parma          | 14 décembre 1990  | Argentine     | Itau Shimano Ladies Power Team (2015) |
|                              |                   |               |                                       |
| Source : Cycling Archives    |                   |               |                                       |

### Victoires
| Date     | Course                                       | Pays      | Classe | Vainqueur             |
| -------- | -------------------------------------------- | --------- | ------ | --------------------- |
| 15 avril | Championnats d'Argentine du contre-la-montre | Argentine | CN     | Estefania Sibila Pilz |
| 16 avril | Championnats d'Argentine sur route           | Argentine | CN     | Maria Carla Alvarez   |
| 14 mai   | Gran Premio de Venezuela                     | Venezuela | 1.2    | Paola Muñoz           |

### Classement mondial
| Rang | Coureuse              | Points |
| ---- | --------------------- | ------ |
| 112  | Paola Muñoz           | 84     |
| 218  | Maria Carla Alvarez   | 26     |
| 561  | Estefania Sibila Pilz | 3      |

Xirayas de San Luis est trente-unième au classement par équipes.

## Saison précédente

### Xirayas de San Luis en 2015

#### Effectif
| Effectif 2015                            | Effectif 2015     | Effectif 2015 | Effectif 2015               |
| Cycliste                                 | Date de naissance | Pays          | Équipe précédente           |
| ---------------------------------------- | ----------------- | ------------- | --------------------------- |
| Talia Ayelen Aguirre                     | 17 février 1991   | Argentine     |                             |
| Maria Carla Alvarez                      | 17 septembre 1984 | Argentine     |                             |
| Mariela Analia Delgado (23 avr.–31 déc.) | 26 juillet 1986   | Argentine     |                             |
| Barbara Frisch                           | 23 juillet 1979   | Argentine     |                             |
| Debora Noelia Haedo                      | 10 septembre 1984 | Argentine     |                             |
| Natasha Jaworski                         | 3 mars 1996       | Argentine     |                             |
| Antonella Leonardi                       | 19 octobre 1991   | Argentine     |                             |
| Valeria Romina Pintos                    | 17 novembre 1979  | Argentine     | Forno d’Asolo-Astute (2014) |
| Alicia Claudia Reynoso Pueyo             | 25 août 1975      | Argentine     |                             |
|                                          |                   |               |                             |
| Source : Cycling Archives                |                   |               |                             |

#### Victoires
Aucune victoire UCI

#### Classement UCI
| Rang | Coureuse             | Points |
| ---- | -------------------- | ------ |
| 326  | Maria Carla Alvarez  | 10     |
| 538  | Valeria Pintos       | 3      |
| 595  | Talia Ayelen Aguirre | 2      |

La formation est trente-cinquième au classement par équipes. 